# Gordon Buehrig

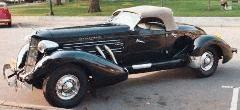
Auburn Speedster diseñado por Gordon Buehrig (1935)

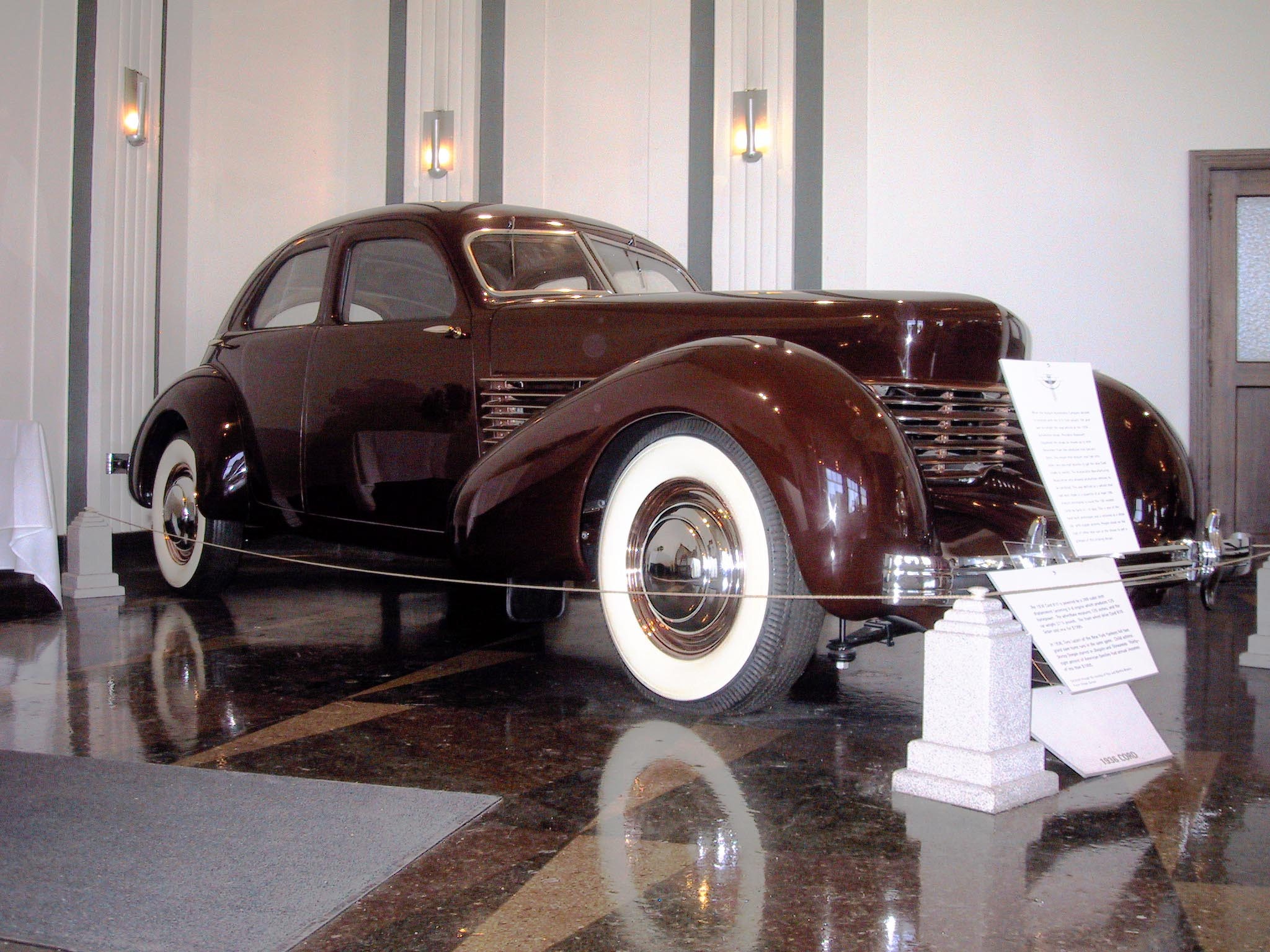
Cord 810 diseñado por Gordon Buehrig

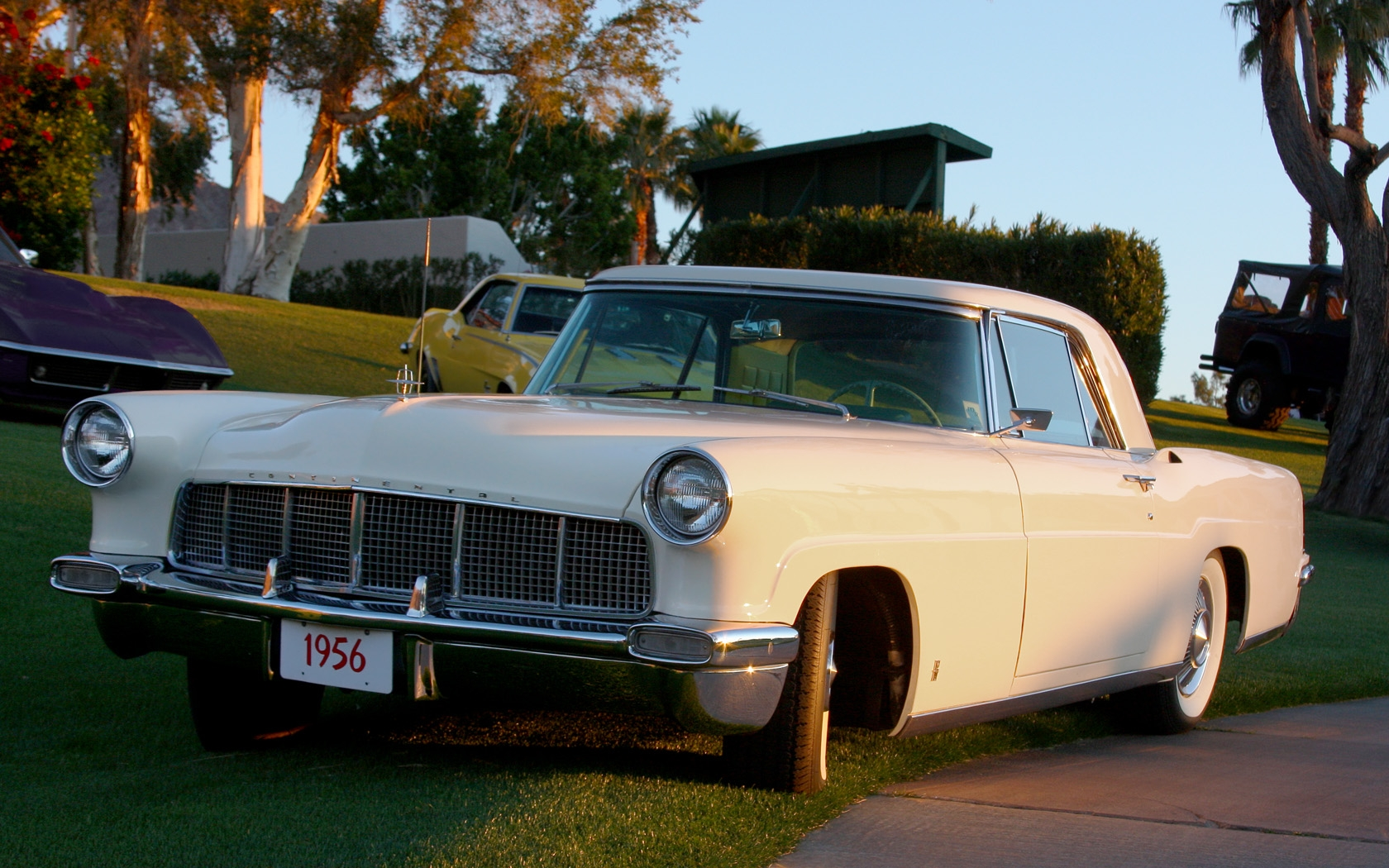
Continental Mark II (1956)

Gordon Miller Buehrig (18 de junio de 1904 - 22 de enero de 1990) fue un diseñador de automóviles estadounidense, cuyo trabajó se convirtió en seña de identidad de algunos fabricantes clásicos, como Cord o Duesenberg.

## Semblanza
Buehrig nació en Mason City (Illinois) en 1904. Desarrolló sus primeras experiencias de diseño con Packard, General Motors y Stutz. En 1929, fue el encargado de diseñar las carrocerías (construidas por Weymann) de los Stutz Black Hawk inscritos en Le Mans. A los 25 años se convirtió en el diseñador principal de carrocerías de Duesenberg, donde concibió el Modelo J. Se incorporó a la Auburn Automobile de Auburn (Indiana), en 1934, produciendo el famoso Boattail Speedster de 1935, basado en el trabajo de Alan Leamy (una reproducción de este coche era conducida por el personaje principal de la serie Remington Steele de la NBC). También diseñó el distintivo Cord 810/812, este último reconocido por su originalidad por el Museo de Arte Moderno en 1951.
Buehrig había leído la obra Toward an Architecture de Le Corbusier, y estaba profundamente inspirado por él. En 1949 pasó a trabajar para Ford, donde sus proyectos incluyeron el Victoria Coupe de 1951 y el Continental Mark II de 1956. Inventó el T-top extraíble, patentado el 5 de junio de 1951, que se utilizó en el deportivo TASCO, que finalmente no llegó a producirse.
Se retiró de Ford en 1965 y enseñó durante cinco años en el Art Center College of Design de California. En 1979, produjo el diseño del automóvil Buehrig, un cupé con techo de carrocería de producción limitada.
Buehrig murió en Grosse Pointe Woods (Míchigan), el 22 de enero de 1990, a la edad de 85 años. Sus restos incinerados están enterrados en el cementerio Roselawn en Auburn.

## Reconocimientos
- Fue uno de los 25 candidatos al Diseñador de automóviles del siglo, un premio internacional otorgado en 1999 para honrar al diseñador de automóviles más influyente del siglo XX, otorgado a Giorgetto Giugiaro.
- Buehrig fue honrado por el Scarab Club en Detroit (un club de artistas) con una muestra de su trabajo. Durante este evento, reveló que uno de sus vehículos favoritos era el Duesenberg 20 Grand, que fue desarrollado para la Feria Mundial de Chicago de 1933 junto con otros tres vehículos.
- Fue incluido en el Salón de la Fama del Automóvil en 1989.[3]